# Клауд (окръг, Канзас)
Окръг Клауд (на английски: Cloud County) е окръг в щата Канзас, Съединени американски щати. Площта му е 1860 km², а населението - 9594 души. Административен център е град Конкордия.